# Wörgl
Wörgl é uma cidade da Áustria, situada no distrito de Kufstein, no estado do Tirol. Tem 19,68 km² de área e sua população em 2019 foi estimada em 14.011 habitantes.